# Tarzanaq
Tarzanaq (persiska: ترزنق, تَرزَنَك) är en ort i Iran.   Den ligger i provinsen Ardabil, i den nordvästra delen av landet, 300 km nordväst om huvudstaden Teheran. Tarzanaq ligger 1 853 meter över havet och antalet invånare är 497.
Terrängen runt Tarzanaq är kuperad. Runt Tarzanaq är det ganska glesbefolkat, med 38 invånare per kvadratkilometer. Närmaste större samhälle är Khalkhāl, 9,6 km nordost om Tarzanaq. Trakten runt Tarzanaq består i huvudsak av gräsmarker.